# Pere Hispà
|  | L'article tracta sobre l'eremita de Boville Ernica. Per al papa i metge anomenat Pere l'Hispànic o Petrus Hispanicus, vegeu: Joan XXI |

Pere Hispà, en italià Pietro Ispano (Andalusia?, s. X - Boville Ernica, Laci, s. X?), va ser un eremita del segle x, procedent d'un lloc desconegut de la península Ibèrica, potser Andalusia. La seva vida es basa en molt poques fonts que donen escasses dades sobre el personatge. Possiblement, la figura de l'eremita sigui real, però és possible que el relat del seu origen sigui posterior i poc versemblant. No es coneix el moment que va viure, però el seu culte ja és documentat al segle XII; s'ha situat cap al segle x, però sense tenir-ne la certesa.

## Vida
Segona la llegenda, Pere havia nascut en una noble i rica família, possiblement de la Bètica. Va lluitar a Espanya contra els musulmans. Els seus pares van arranjar el seu matrimoni amb una jove, però ell, que volia fer una vida de perfecció cristiana, havia consagrat la seva virginitat a Déu; la mateixa nit de noces, va marxar de casa seva i va marxar com a pelegrí. Arribat a Itàlia, s'instal·là a una cova de Boville Ernica, al Laci. Hi va viure com a anacoreta. Es deia que vestia una cota de malla, sense cap roba a sota, per tal que estigués en contacte directe amb la pell, fent-la servir com a cilici.

## Veneració
Va tenir fama de santedat i se'n contaven miracles diversos. En morir, va començar a ser venerat. Sobre la cova on va viure es va edificar una església al segle xii i, al voltant, l'actual poble de Boville. L'església, anomenada de San Pietro Ispano, conserva a la cripta la cova del sant, i un reliquiari en forma de bust, d'argent i atribuït a Benvenuto Cellini, amb les relíquies de l'eremita.